# دانيال إتش. سومنر
دانيال إتش. سومنر هو محرر ومحامي وسياسي أمريكي، ولد في 15 سبتمبر 1837 في قرية مالون في الولايات المتحدة، وتوفي في 29 مايو 1903 في وكيشا في الولايات المتحدة. نشط حزبياً في الحزب الديمقراطي. وقد انتخب عضو مجلس النواب الأمريكي.